# Rozmowy z Aniołami
Rozmowy z Aniołami to zapiski nauk duchowych, które podczas II wojny światowej otrzymało czworo węgierskich przyjaciół. Przez siedemnaście miesięcy między czerwcem 1943 a listopadem 1944 Hanna Dallos przekazywała słowa, które nie pochodziły od niej samej. Słowa te zostały zapisane przez Gittę Mallasz i Lili Strausz. Troje z przyjaciół miało żydowskie pochodzenie. Jedyna ocalała, Gitta Mallasz uciekła w 1960 do Francji i przetłumaczyła zapiski na język francuski. Książka po raz pierwszy ukazała się we Francji w 1976, po raz kolejny w 1990. Osiągnęła wielki sukces wydawniczy i jest często cytowana, aby zilustrować zainteresowanie aniołami we współczesnej literaturze duchowej i ezoterycznej. Została przetłumaczona na 20 języków.

## Rys historyczny
Przez 17 miesięcy na Węgrzech podczas II wojny światowej czworo węgierskich przyjaciół (Gitta Mallasz, Lili Strausz, Hanna Dallos i jej mąż Józef Kreutzer) otrzymywali słowa nauki, które pochodziły z „drugiej strony” − od wewnętrznego przewodnika czy też anioła. Gitta Mallasz została wychowana w rodzinie katolickiej, reszta przyjaciół była pochodzenia żydowskiego i nie odebrała żadnego szczególnego wychowania religijnego.
Żydzi nie byli chronieni przez reżim Horthy, ale nie byli też prześladowani. Rosła jednak atmosfera zagrożenia. Sytuacja stała się zatrważająca, kiedy w marcu 1944 Niemcy wkroczyli na Węgry. Zaczęły się deportacje zorganizowane przez Eichmanna. Początkowo objęły prowincję, potem powstało getto w Budapeszcie. Z tego powodu z 825 000 Żydów mieszkających na Węgrzech, mniej niż jedna trzecia przeżyła Shoah.
W 1943 czworo przyjaciół zamieszkało w małym domku wynajętym przez Hannę i Józefa w Budaliget pod Budapesztem. Tam próbowali odnaleźć wewnętrzny spokój. Podczas cotygodniowych spotkań zadawali sobie pytania na temat bieżącej sytuacji i spisywali własne przemyślenia. 25 czerwca 1943 roku, kiedy Gitta dzieli się z Hanną swoimi przemyśleniami, Hanna jej przerywa: «Uważaj! To już nie ja mówię», co oznacza  początek pierwszego z 88 cotygodniowych spotkań, które składają się na Rozmowy z Aniołami.
Tylko pierwsze 40  z nich mają miejsce w Budaliget. Po inwazji wojsk niemieckich na Węgry − 19 marca 1944 Józef i Hanna przenoszą się do Pesztu, do mieszkania rodziców Hanny, którzy uciekli do Anglii. Mają nadzieję, że będą tam bezpieczni, bo w Budapeszcie prześladowania się jeszcze nie zaczęły. Na próżno. Józef zostaje deportowany 3 czerwca 1944 i już nigdy nie powraca.
Gitta stara się uratować swoje przyjaciółki przed gettem. Kiedy otrzymuje propozycję objęcia dowództwa szwalni koszul wojskowych, założonej przez jednego z przyjaciół − katolickiego księdza, ojca Klindę, aby uratować Żydów, przyjmuje propozycję pod warunkiem, że do zamkniętej już listy pracownic zostaną dołączone nazwiska Lili i Hanny. Szwalnia zostaje założona w dawnym klasztorze Saint Catherine (Katalin) w dzielnicy willowej Budy. Przyjaciółki wprowadzają się tam w połowie czerwca. Gitta zajmuje domek w ogrodzie, w którym otrzymują ostatnie nauki.
Strzałokrzyżowcy (faszystowska partia Węgier) odkrywają prawdziwy powód istnienia szwalni. 2 grudnia 1944 atakują Katalin. Prawie wszystkim pracownicom udaje się uciec. Pozostaje trzynaście, wśród nich Hanna i Lili, które decydują się pozostać, by ratować Gittę. Są przekonane, że to ona ma żyć, aby przekazać nauki duchowe światu. Hanna i Lili zostają przetransportowane do Ravensbrück. Tylko jedna z deportowanych − Eva Langley - Danos powróciła. W Ostatnim transporcie opowiada o powolnej agonii kobiet stłoczonych  w wagonach podczas niekończącego się przejazdu pomiędzy dwoma obozami. Józef zginął w tym samym czasie w obozie na Węgrzech. Gitta pozostała sama ze swoimi czarnymi brulionami. Po piętnastu latach życia w reżimie komunistycznym osiedliła się w 1960 roku we Francji i aż do swojej śmierci w 1992 pracowała nad tłumaczeniami i rozpowszechnianiem Rozmów z Aniołami.

## Uczestnicy

### Hanna, Gitta, Józef i Lili
Gitta Mallasz była córką wysokiego rangą oficera armii węgierskiej. Była osobą niezależną i śmiałą. W latach młodości została mistrzynią Węgier w pływaniu ciesząc się narodową sławą, później odrzuciła te pochlebstwa i „zdegustowana sportem” powróciła do kariery artystycznej. Hanna Dallos, którą poznała w Szkole Sztuki Użytkowej w Budapeszcie i z którą była bardzo blisko związana pomogła jej wrócić do grafiki.
Hanna pozostawała bez wątpienia duszą całej grupy. Poślubiła przyjaciela z dzieciństwa Józefa Kreutzera mężczyznę bardzo powściągliwego. We trójkę prowadzili studio graficzne.
W czasach fascynacji sportem Gitta Mallasz poznała Lili Strausz. Terapia ruchem nie była modna w owych czasach. Jako ostatnie dziecko w licznej rodzinie Lili bardzo cierpiała w dzieciństwie z powodu braku miłości, co odcisnęło głębokie piętno na jej życiu.

### Aniołowie
Na początku rozmowy Hanna zdołała jedynie ostrzec Gittę: «To nie ja będę do ciebie przemawiać», a Gitta «oznajmia: Słyszę głos Hanny, ale jestem przekonana, że to nie ona mówi: jej głos stał się rodzajem instrumentu». Gitta później precyzuje: «Hanna nigdy nie była w transie, nie popadała w jakiś szczególny stan, ani nie miała zamkniętych oczu podczas rozmów». Na początku książki słowo „Anioł” pojawia się często w komentarzach Gitty, ale rzadziej w samym tekście.
Gitta zdefiniowała Anioła jako swój „odpowiednik światła” odnosząc się do słów jakie usłyszała: «Jesteś stworzona na moje podobieństwo, tylko jesteś bardziej gęsta» Czytając dialogi dowiadujemy się, że każdy ma „swojego Anioła”. Anioł Lili − «ten, który pomaga» wypowiada się delikatnie. Anioł Gitty «ten, który promieniuje» wydaje się dużo bardziej surowy.
W Budapeszcie, gdy rozpoczęły się masowe deportacje Żydów „instrukcje Aniołów” ustąpiły miejsca Chórowi «Aniołów(…) który był silniejszy, nieskończenie bardziej odległy». Gitta wyjaśnia, że Aniołowie zawsze z wielką przenikliwością widzieli co dzieje się w sercach czwórki przyjaciół, mieli nastawienie do walki, a ich naukom towarzyszyły wizje. Lecz przyznaje również, że natura anioła jest trudna do uchwycenia, bo w jednym momencie jest bardzo blisko człowieka, a w kolejnej sekundzie znajduje się w obszarze niedostępnym. Kiedy Lili pyta swojego przewodnika, co jest duszą, on jej odpowiada: «Wszystko jest ciałem. T, co dla ciebie jest nieuchwytną duszą, dla mnie jest grubym murem».
Gitta przywołuje prawo, które łączy Anioły z ludźmi: prawo wzajemności. Opowiada, że kiedy doświadczali grozy eksterminacji rasowej, Aniołowie byli równie zrozpaczeni jak czworo przyjaciół: «Nasze cztery drogi stały się Jedną. Z wami giniemy − lub z wami zostajemy oczyszczeni».

## Dialogi
Rozmowy z Aniołami składają się z 88 rozmów, które rozpoczęły się 25 czerwca 1943, a zakończyły się 24 listopada 1944. Język jest poetycki, głęboki, niekiedy enigmatyczny, a czasami przybiera akcenty prorocze. Tekstowi towarzyszą szkice rysowane przez Hannę po rozmowach i komentarze Gitty. Forma i treść ewoluują wraz z wydarzeniami, które mają miejsce na Węgrzech. W Budaliget Gitta, Lili i Józef otrzymywali odpowiedzi na swoje pytania. Gdy rozpoczęły się deportacje i powrócili do Budapesztu, nastrój się zmienił. Nie ma już pytań. W Budaliget spotkania odbywały się regularnie co piątek o godzinie 15, w Budapeszcie wiadomości docierają do uczestników o różnych porach i nie są już tak osobiste.

### Nauki
Rozmowy wydają się uniwersalne: niektóre frazy mogłyby być wypowiadane przez mnicha zen lub mistrza wedanty; symbolika Menory (siedmioramienny żydowski świecznik) została na nowo zinterpretowana; są też bardzo liczne odniesienia do chrześcijaństwa: spotkania mają miejsce w piątki o 15, w godzinie śmierci Chrystusa, a podczas świąt chrześcijańskich: Bożego Narodzenia, Wielkanocy, Święta Zesłania Ducha Świętego czy Michała Archanioła przyjaciele otrzymują nauki, które dotyczą tych świąt. Aniołowie często wspominają o Jezusie szczególnie w ostatnich rozmowach. Jednak dla Gitty Mallasz Rozmowy z Aniołami są poza religiami. 23
Trudno wydobyć wspólną istotę nauk z tylu mnożących się tematów. Autorzy, którzy w swoich książkach spróbowali to zrobić wskazują na różne zagadnienia. Na inne kwestie zwraca uwagę Henry Blanquart oraz Patrice Van Eersel. 
Gitta Mallasz na pytanie dziennikarza, który prosił ją o podanie precyzyjnej definicji istoty przekazu Aniołów, «że to niemożliwe, bo jest to „siła dynamiczna, która jest w ruchu, nieokreślona» Według niej Rozmowy z Aniołami są  «praktycznym przewodnikiem dla naszej przejściowej epoki» «To nie jest filozofia, to nie jest religia, to nie jest nauczanie grupowe, to jest nauczanie indywidualne. Książka na nasze czasy i czasy, które nadejdą, adresowana do wszystkich, którzy szukają wymiaru duchowego i zadają sobie pytanie o swój własny rozwój, jak i rozwój świata»

### Wydania
Dialogues avec l'Ange zostały najpierw opublikowane po francusku, a dopiero później w języku oryginalnym − węgierskim i zostały przetłumaczone na 20 języków.
Książka została przetłumaczona na niemiecki, niderlandzki, angielski, włoski, hiszpański, grecki, brazylijski, portugalski, szwedzki, norweski, katalonski, rosyjski, ukraiński (Tłumaczenie na ukraiński i rosyjski zostało dokonane przez dysydenta Leonida Pliouchtcha i jego żonę Tatianę), rumuński, słoweński, baskijski, polski, duński.
Istnieją dwa wydania węgierskie :
- Mallasz Gitta, Az angyal válaszol, Daimon Verlag, Einsiedeln, 1989 (ISBN 963-500-549-0)
- Mallász Gitta (lejegyezte), Az angyal válaszol, Fekete Sas Kiadó, Budapest, 2005 (ISBN 963-460-873-6)

### Czytelnicy
Książka znana jest na całym świecie wśród odbiorców tego typu literatury. Jednymi z pierwszych czytelników byli wirtuoz skrzypiec Yehudi Menuhin oraz Pierre Emmanuel i ojciec Bruckberger. Wirtuoz gitary Narciso Yepes pomagał  przetłumaczyć książkę na język hiszpański. Różne osobistości, szczególnie artyści, jak Juliette Binoche, ale również Françoise Hardy ou Ludmila Mikaël we Francji wypowiadają się na temat wpływu jakie dzieło wywarło na ich życie prywatne Elisabeth Kübler-Ross, legendarna amerykańska lekarka zajmująca się terminalnie chorymi pacjentami, powiedziała o książce : « można ją czytać nieustannie i nigdy się nią nie zmęczyć».

### Morgen - Aube
Wiadomości w języku niemieckim były przekazywane przez Hannę Dallos między grudniem  1943 a lutym 1944. Były przeznaczone dla przyjaciela Gitty Mallasz z dzieciństwa, który wstąpił do Waffen-SS61. Oryginalna wersja niemiecka stanowi część integralną niemieckiego wydania Rozmów z Aniołami jak również wydania węgierskiego. Dwujęzyczne wydanie niemiecko − francuskie ukazało się w 2012 pod tytułem Morgen - Aube, a okładkę zdobi akwarela Gitty Mallasz.
- Morgen - Aube, wiadomości przekazywane przez Hannę Dallos, spisane przez Gittę Mallasz, Daimon, Einsiedeln, 2012 (ISBN 978-3-85630-748-6)